# Hypoleria exornata
Hypoleria exornata är en fjärilsart som beskrevs av Richard Haensch 1905. Hypoleria exornata ingår i släktet Hypoleria och familjen praktfjärilar. Inga underarter finns listade i Catalogue of Life.